# Marky Ramone's Blitzkrieg
Marky Ramone's Blitzkrieg è l'attuale band del batterista, e unico membro rimasto in vita dei Ramones, Marky Ramone.
I componenti sono quattro: Marky Ramone alla batteria, Alejandro Lewezuk al basso e ai cori, Marcelo Gallo alla chitarra e Ken Stringfellow alla voce (membro dei The Posies).
È la band con la quale lo storico batterista porta in tour per tutto il mondo le canzoni dei Ramones.